# José Tati
José Tati (* 30. August 2007) ist ein kapverdischer Schwimmer.

## Karriere
Tati nahm an den Olympischen Spielen 2024 in Paris teil. Mit seinen 16 Jahren war er der jüngste kapverdische Olympiateilnehmer. Dort schwamm er über 50 m Freistil mit 26,66 Sekunden seinen persönlichen Rekord, schied jedoch damit bereits in den Vorläufen aus. Angesichts seines sehr jungen Alters und seines Abschlusses als 59. von 73 Konkurrenten bezeichnete das kapverdische olympische Komitee (Comité Olímpico Caboverdiano) Tati nichtsdestotrotz als ein vielversprechendes Schwimmtalent des kapverdischen Schwimmsports.